# Stazione di Bandito
La stazione di Bandito è la stazione ferroviaria della frazione Bandito della città Bra, posta lungo la linea Carmagnola-Bra.

## Storia
La fermata fu aperta nel 1884 in occasione dell'attivazione della ferrovia. Presenziata fino ai primi anni novanta del Novecento, divenne impresenziata all'atto dell'attivazione del blocco contaassi della linea, con automazione del Passaggio a Livello.

## Strutture e impianti
L'ex fabbricato viaggiatori è convertito ad abitazione privata.
Il singolo binario era originariamente dotato di banchina lato fabbricato viaggiatori al lato opposto della ferrovia rispetto all'abitato, condizione sfavorevole per l'accesso al marciapiede; dall'11 dicembre 2016 è stato attivato un nuovo marciapiede rialzato con accesso a rampa direttamente dal lato del parcheggio con eliminazione delle barriere architettoniche ed incarrozzamento a raso. È presente una piccola tettoia come riparo in attesa dei treni. La stazione dispone di una validatrice di biglietti.

## Movimento
Nell'impianto effettuano fermata i treni regionali in servizio sulla relazione SFM4 Alba-Torino Stura del servizio ferroviario metropolitano di Torino, svolti da Trenitalia nell'ambito del contratto di servizio stipulato con la Regione Piemonte.